# Racine County
Racine County är ett administrativt område i delstaten Wisconsin, USA. År 2010 hade county 195 408 invånare. Den administrativa huvudorten (county seat) är Racine. 

## Geografi
Enligt United States Census Bureau har countyt en total area på 2 052 km². 861 km² av den arean är land och 1 191 km² är vatten. 

### Angränsande countyn
- Milwaukee County - nord
- Kenosha County - syd
- Walworth County - väst
- Waukesha County - nordväst